# Selección femenina de fútbol de Austria
La selección femenina de fútbol de Austria representa a Austria en las competiciones internacionales de fútbol femenino. Su organizador es la Federación Austriaca de Fútbol que a su vez está afiliada a la UEFA y la FIFA.
Su mayor logro internacional fue alcanzar el cuarto puesto en su primera participación de la Eurocopa Femenina en la edición de 2017.
Hasta el momento no ha logrado clasificarse para disputar la Copa Mundial Femenina de Fútbol, ni tampoco los juegos olímpicos.

## Resultados

### Eurocopa
| Eurocopa Femenina de la UEFA |                  |                 |                 |                 |                 |                 |                 |                 |
| Año                          | Ronda            | Posición        | PJ              | PG              | PE              | PP              | GF              | GC              |
| Dinamarca 1991               | No participó     | No participó    | No participó    | No participó    | No participó    | No participó    | No participó    | No participó    |
| Italia 1993                  | No participó     | No participó    | No participó    | No participó    | No participó    | No participó    | No participó    | No participó    |
| Alemania 1995                | No participó     | No participó    | No participó    | No participó    | No participó    | No participó    | No participó    | No participó    |
| Noruega y Suecia 1997        | No se clasificó  | No se clasificó | No se clasificó | No se clasificó | No se clasificó | No se clasificó | No se clasificó | No se clasificó |
| Alemania 2001                | No se clasificó  | No se clasificó | No se clasificó | No se clasificó | No se clasificó | No se clasificó | No se clasificó | No se clasificó |
| Inglaterra 2005              | No se clasificó  | No se clasificó | No se clasificó | No se clasificó | No se clasificó | No se clasificó | No se clasificó | No se clasificó |
| Finlandia 2009               | No se clasificó  | No se clasificó | No se clasificó | No se clasificó | No se clasificó | No se clasificó | No se clasificó | No se clasificó |
| Suecia 2013                  | No se clasificó  | No se clasificó | No se clasificó | No se clasificó | No se clasificó | No se clasificó | No se clasificó | No se clasificó |
| Países Bajos 2017            | Semifinales      | 3.°             | 5               | 2               | 3               | 0               | 5               | 1               |
| Inglaterra 2021              | Cuartos de Final | 7.°             | 4               | 2               | 0               | 2               | 3               | 3               |
| Total                        | 2/10             | 10.°            | 9               | 4               | 3               | 2               | 8               | 4               |

### Copa Mundial
| Mundial Femenino de la FIFA    |                 |                 |                 |                 |                 |                 |                 |                 |
| Año                            | Ronda           | Posición        | PJ              | PG              | PE              | PP              | GF              | GC              |
| China 1991                     | No participó    | No participó    | No participó    | No participó    | No participó    | No participó    | No participó    | No participó    |
| Suecia 1995                    | No participó    | No participó    | No participó    | No participó    | No participó    | No participó    | No participó    | No participó    |
| Estados Unidos 1999            | No participó    | No participó    | No participó    | No participó    | No participó    | No participó    | No participó    | No participó    |
| Estados Unidos 2003            | No se clasificó | No se clasificó | No se clasificó | No se clasificó | No se clasificó | No se clasificó | No se clasificó | No se clasificó |
| China 2007                     | No se clasificó | No se clasificó | No se clasificó | No se clasificó | No se clasificó | No se clasificó | No se clasificó | No se clasificó |
| Alemania 2011                  | No se clasificó | No se clasificó | No se clasificó | No se clasificó | No se clasificó | No se clasificó | No se clasificó | No se clasificó |
| Canadá 2015                    | No se clasificó | No se clasificó | No se clasificó | No se clasificó | No se clasificó | No se clasificó | No se clasificó | No se clasificó |
| Francia 2019                   | No se clasificó | No se clasificó | No se clasificó | No se clasificó | No se clasificó | No se clasificó | No se clasificó | No se clasificó |
| Australia y Nueva Zelanda 2023 | No se clasificó | No se clasificó | No se clasificó | No se clasificó | No se clasificó | No se clasificó | No se clasificó | No se clasificó |
| Total                          | 0/9             | -               | -               | -               | -               | -               | -               | -               |

## Jugadoras

### Última convocatoria
Jugadoras convocadas para la Eurocopa Femenina 2022. Lisa Kolb fue reemplazada por Virginia Kirchberger luego de dar positivo por COVID-19 y Annabel Schasching tomó el lugar de Maria Plattner, quien se lesionó durante un entrenamiento.
Entrenadora:  Irene Fuhrmann
| No. | Pos. | Jugadora                   | Fecha de nacimiento (edad)         | Apa. | Goles | Club                |
| --- | ---- | -------------------------- | ---------------------------------- | ---- | ----- | ------------------- |
| 1   | POR  | Manuela Zinsberger         | 19 de octubre de 1995 (26 años)    | 79   | 0     | Arsenal             |
| 2   | DEF  | Marina Georgieva           | 13 de abril de 1997 (25 años)      | 13   | 0     | SC Sand             |
| 3   | DEF  | Katharina Naschenweng      | 16 de diciembre de 1997 (24 años)  | 30   | 3     | 1899 Hoffenheim     |
| 4   | DEF  | Celina Degen               | 16 de mayo de 2001 (21 años)       | 5    | 1     | 1899 Hoffenheim     |
| 5   | MED  | Annabel Schasching         | 26 de julio de 2002 (19 años)      | 2    | 1     | Sturm Graz          |
| 6   | DEF  | Katharina Schiechtl        | 27 de febrero de 1993 (29 años)    | 62   | 8     | Werder Bremen       |
| 7   | DEF  | Carina Wenninger           | 6 de febrero de 1991 (31 años)     | 116  | 6     | Bayern de Múnich    |
| 8   | MED  | Barbara Dunst              | 25 de septiembre de 1997 (24 años) | 55   | 9     | Eintracht Fráncfort |
| 9   | MED  | Sarah Zadrazil             | 19 de febrero de 1993 (29 años)    | 96   | 13    | Bayern de Múnich    |
| 10  | MED  | Laura Feiersinger          | 5 de abril de 1993 (29 años)       | 92   | 16    | Eintracht Fráncfort |
| 11  | DEF  | Viktoria Schnaderbeck      | 4 de enero de 1991 (31 años)       | 80   | 2     | Tottenham Hotspur   |
| 12  | DEF  | Laura Wienroither          | 13 de enero de 1999 (23 años)      | 23   | 1     | Arsenal             |
| 13  | DEF  | Virginia Kirchberger       | 25 de mayo de 1993 (29 años)       | 88   | 2     | Eintracht Fráncfort |
| 14  | MED  | Marie-Therese Höbinger     | 1 de julio de 2001 (21 años)       | 19   | 5     | FC Zürich           |
| 15  | DEL  | Nicole Billa               | 5 de marzo de 1996 (26 años)       | 79   | 43    | 1899 Hoffenheim     |
| 16  | MED  | Jasmin Eder                | 8 de octubre de 1992 (29 años)     | 55   | 1     | St. Pölten          |
| 17  | MED  | Sarah Puntigam             | 13 de octubre de 1992 (29 años)    | 120  | 18    | Montpellier         |
| 18  | MED  | Julia Hickelsberger-Füller | 1 de agosto de 1999 (22 años)      | 17   | 5     | St. Pölten          |
| 19  | DEF  | Verena Hanshaw             | 20 de enero de 1994 (28 años)      | 85   | 10    | Eintracht Fráncfort |
| 20  | DEL  | Lisa Makas                 | 11 de mayo de 1992 (30 años)       | 71   | 19    | Austria Wien        |
| 21  | POR  | Isabella Kresche           | 28 de noviembre de 1998 (23 años)  | 2    | 0     | St. Pölten          |
| 22  | DEL  | Stefanie Enzinger          | 25 de noviembre de 1990 (31 años)  | 30   | 6     | St. Pölten          |
| 23  | POR  | Jasmin Pal                 | 24 de agosto de 1996 (25 años)     | 2    | 0     | SC Sand             |